# I-2 (Bulgarije)
De I-2 is een nationale weg van de eerste klasse in Bulgarije. De weg loopt van Roemenië via Roese en Sjoemen naar Varna. De I-2 is 202 kilometer lang.